# 杉原邦生
杉原 邦生（すぎはら くにお、1982年9月28日 -）は、日本の演出家、舞台美術家。KUNIO主宰。

## 人物・来歴
東京都生まれ、神奈川県茅ケ崎市育ち。京都造形芸術大学 映像・舞台芸術学科卒、同 大学院 芸術研究科 修士課程修了。
演出家・舞台美術家として活動し、その両方を兼任する作品も、どちらかのみを担当する作品もある。2004年、プロデュース公演カンパニー「KUNIO」を設立。2006～2017年には劇団「木ノ下歌舞伎」に所属した。
舞台作品の創作にとどまらず、2008～2010年度、こまばアゴラ劇場主催 舞台芸術フェスティバル〈サミット〉のディレクターを務めた。2010～2012年度、京都国際舞台芸術祭〈KYOTO EXPERIMENT〉フリンジ部門のコンセプトを担当。
2013～2016年度にセゾン文化財団・ジュニアフェロー、2017～2019年度に同シニアフェロー採択。2014年12月、文化庁新進芸術家海外研修制度〈短期〉研修員としてフランス・パリに滞在した。
2012～2013年度に京都造形芸術大学 舞台芸術学科の非常勤講師を務め、2018年度から跡見学園女子大学の兼任講師に就任している。

## 受賞歴
- 2013年 Corich 舞台芸術まつり！2013春 グランプリ（『黒塚』）
- 2015年 読売演劇大賞上半期作品賞ノミネート（『三人吉三』）
- 2018年 第36回京都府文化賞奨励賞

## 作風・エピソード
自ら「お祭好き」と語るように、高校時代には学校の文化祭や学校行事に人一倍力を注いだことから「行事王」の異名を取った。母親の影響により、幼少期から舞台には親しんでいたが、大学進学時に演劇を学ぶと決めた理由は、「毎日文化祭が出来ると思った」から。入学後、事前の想像とあまりに異なることにショックを受け、また同期よりも演劇を知らないというコンプレックスもあって、アルバイト代をすべて舞台鑑賞につぎ込むほど積極的に舞台を学ぶ。当時の習慣から、大学院の修了後も年間約100本の観劇を継続している。
大学在学中、演出家・太田省吾に学び、歌舞伎俳優・四代目市川猿之助（当時・亀治郎）、舞台美術家・島次郎と出会った。杉原自身、「演劇を始めて間もない大学時代、このお三方に出会えたからこそ今の自分がある」と語っている。また、当初は舞台美術家志望だったが、大学の授業で蜷川幸雄演出『王女メディア』に大きな衝撃を受け、演出家を目指すことを決意。作品や演出家としてのスタンスに影響を受けたことも公言している。
自ら主宰するKUNIOでは、太田省吾『水の駅』『更地』や、トニー・クシュナー『エンジェルス・イン・アメリカ』、ウージェーヌ・イヨネスコ『椅子』などを上演。ウィリアム・シェイクスピア『ハムレット』『夏の夜の夢』、10本のギリシャ神話を再構成した大長編『グリークス』は完全新訳で上演した。また、木ノ下歌舞伎では『東海道四谷怪談―通し上演―』『勧進帳』『三番叟』『黒塚』『三人吉三』など10作品を演出。
そのほか国内外の古典演目や名作戯曲をはじめ、柴幸男・松井周・瀬戸山美咲・倉持裕・山本卓卓らの書き下ろし戯曲、市民参加によるワークショップを経て自ら構成も手がける新作など、幅広い作品群を演出。2017年には石田衣良の小説『池袋ウエストゲートパーク』の舞台版『池袋ウエストゲートパーク SONG&DANCE』で演出・美術を担当。2019年にはスーパー歌舞伎Ⅱ『新版 オグリ』を四代目市川猿之助と共同演出した。
演出作品は、戯曲の本質を浮き彫りにすると同時に、観客の予測を裏切る挑発的な仕掛けや、ポップかつダイナミックでありながらも繊細な演出が特長。また、スタイリッシュな空間・音楽・衣裳へのこだわり、社会に対する鋭い洞察眼などに基づき、独自のカラーのもと、「あらゆる作品を、さまざまな時代と国を超越して「今、ここで起きていること」にする」作風を持つ。『エンジェルス・イン・アメリカ』『東海道四谷怪談―通し上演―』『三人吉三』『グリークス』と、上演時間5～10時間の長編大作も数々手がける。
舞台美術家としては、三世茂山千之丞・多田淳之介・柴幸男・白神ももこ・きたまり・山崎彬らの演出作品で美術を担当。そのほか、十代目松本幸四郎・四代目市川猿之助主演による八月納涼歌舞伎『東海道中膝栗毛』シリーズ（『弥次喜多』）の構成や、映画『何者』の劇中劇演出などボーダレスな活動を続けている。

## 作品

### 演出・美術
- teuto vol.2『アドア』（2003年3月、京都芸術劇場 春秋座）
- M☆3『広辞苑の使い方』―夏だ☆祭りだ☆ねぶた演劇♂―（2003年9月、京都芸術劇場 studio21）
- KUNIO01『ペリカン家の人々』（2004年6月、アトリエ劇研）
- 京都造形芸術大学 映像・舞台芸術学科第2期生卒業制作公演『HAPPY?』（2005年2月、京都芸術劇場 studio21・春秋座舞台倉庫・春秋座舞台上）
- teuto vol.3『マンダラ』（2005年9月、京都芸術劇場 studio21）
- 木ノ下歌舞伎『yotsuya-kaidan』（2006年5月、アトリエ劇研）
- teuto vol.4『ソーグー』（2006年6月、AI・HALL）
- M☆3（try M stars）『ヒメールⅡ』※出演も（2006年9月、ART COMPLEX 1928）
- リーディング公演『パーマネント・ブレイン・ダメージ』（2006年11月、京都造形芸術大学 青窓館1階Aスタジオ）
- KUNIO02『ニッポン・ウォーズ』（2006年12月、京都芸術劇場 春秋座）
- 木ノ下歌舞伎『テラコヤ』（2007年4月、アトリエ劇研）
- 木ノ下歌舞伎『yotsuya-kaidan』再演（2007年8月、京都芸術劇場 studio21／こまばアゴラ劇場）
- KUNIO03『椅子』（2008年2月、AI・HALL）
- 木ノ下歌舞伎『三番叟』（2008年5月・8月、アトリエ劇研／こまばアゴラ劇場）
- KUNIO04『百三十二番地の貸家』『犬は鎖に繋ぐべからず』連続上演（2008年10～11月、アトリエ劇研）
- KUNIO05『迷路』（2009年1月、AI・HALL）
- KUNIO06『エンジェルス・イン・アメリカ ―第１部 至福千年紀が近づく』（2009年9月、京都芸術センターフリースペース）
- teuto vol.4『ソーグー』再演（2009年11月、AI・HALL）
- 木ノ下歌舞伎『勧進帳』（2010年5月、STスポット）
- M☆3『こいのいたみ〜come on! ITAMI』※出演も（2011年1月、AI・HALL）
- KUNIO08『椅子』（2011年2月、こまばアゴラ劇場／うりんこ劇場）
- KUNIO09『エンジェルス・イン・アメリカ』（2011年9～10月、京都芸術センター 講堂／自由学園明日館 講堂）
- 木ノ下歌舞伎『三番叟』再演（2012年2月、横浜にぎわい座 のげシャーレ／京都芸術センター 講堂）
- カトリ企画UR第4回公演『文化系体育会』（2012年3～4月、劇場MOMO）
- 木ノ下歌舞伎『義経千本桜』※「椎の木」「小金吾討死」「鮓屋」演出、「河連法眼館」共同演出、全幕美術（2012年7月、京都芸術劇場 春秋座／横浜にぎわい座 芸能ホール）
- KUNIO10『更地』（2012年9月、元・立誠小学校 講堂）
- KUNIO08『椅子』ファイナル（2013年3月、京都芸術劇場 studio21）
- 木ノ下歌舞伎『黒塚』（2013年5～6月、十六夜吉田町スタジオ）
- 木ノ下歌舞伎『三番叟』チリ公演（2013年6月、ガブリエラ・ミストラル・センター）
- 木ノ下歌舞伎『木ノ下歌舞伎ミュージアム“SAMBASO”～バババっとわかる三番叟～』※総合演出、『三番叟』演出・美術（2013年10月、京都芸術劇場 春秋座）
- KUNIO11『ハムレット』（2014年7～8月、京都芸術センター 講堂／穂の国とよはし芸術劇場PLAT アートスペース／札幌市教育文化会館 小ホール／あうるすぽっと）
- 東京発・伝統WA感動〈日本の伝統芸能×ストリートダンス Part2〉 木ノ下歌舞伎『三番叟』（2014年9月、スパイラルホール）
- 木ノ下歌舞伎『三人吉三』（2014年10月、京都芸術劇場 春秋座／2015年6月、東京芸術劇場 シアターウエスト）
- 木ノ下歌舞伎『黒塚』5都市ツアー（2015年1～3月、三重県文化会館 小ホール／大垣市スイトピアセンター 文化ホール／京都芸術センター 講堂／こまばアゴラ劇場／りゅーとぴあ 新潟市民芸術文化会館 劇場）
- KUNIO番外公演『ともだちが来た』（2015年5月、元・立誠小学校 音楽室）
- KUNIO12『TATAMI』（2015年8月、KAAT神奈川芸術劇場 大スタジオ）
- カナガワ リ・古典プロジェクト 2015 in 大山《メインプログラム》「大山まうで　舞をどり」（2015年11月、大山阿夫利神社能楽殿及び社務局周辺）
- 木ノ下歌舞伎『黒塚』パリ公演（2016年1月、パリ日本文化会館）
- 木ノ下歌舞伎『勧進帳』2016（2016年7月、まつもと市民芸術館 小ホール／2016年10～11月、穂の国とよはし芸術劇場PLAT アートスペース／京都芸術劇場 春秋座（特設客席）／北九州芸術劇場 小劇場）
- 創生劇場『やわらかなかぐら』（2016年11月、ロームシアター京都 サウスホール）
- KAAT神奈川芸術劇場プロデュース『ルーツ』（2016年12月、KAAT神奈川芸術劇場 大スタジオ）
- 木ノ下歌舞伎『隅田川』※美術・共同演出（2017年1月、こまばアゴラ劇場／アトリエ劇研）
- M☆3『かえりのかい』（2017年3月、元・立誠小学校 音楽室）
- KUNIO13『夏の夜の夢』（2017年8月、あうるすぽっと）
- 『池袋ウエストゲートパーク SONG&DANCE』（2017年12月～2018年1月、東京芸術劇場 シアターウエスト／兵庫県立芸術文化センター 阪急 中ホール）
- 木ノ下歌舞伎『勧進帳』2018（2018年3月、KAAT神奈川芸術劇場 大スタジオ／2018年11月、パリ ポンピドゥ・センター）
- 木ノ下歌舞伎 舞踊公演『三番叟』2018（2018年6月、まつもと市民芸術館 小ホール）
- KUNIO14『水の駅』（2019年3月、森下スタジオ）
- KUNIO15『グリークス』（2019年11月、森下スタジオ［プレビュー公演］／京都芸術劇場 春秋座／KAAT神奈川芸術劇場 大スタジオ）
- トライストーン・エンタテイメント『少女仮面』（2020年1～2月、シアタートラム）
- 東京芸術劇場 Presents 木ノ下歌舞伎『三人吉三』（2020年5～6月、東京芸術劇場 プレイハウス※公演中止）
- シアターコクーン ライブ配信『プレイタイム』（2020年7月、Bunkamuraシアターコクーン）
- KUNIO10『更地』2021（2021年10～11月、京都芸術劇場 春秋座／りゅーとぴあ新潟市民芸術文化会館 劇場／世田谷パブリックシアター）
- 東京芸術劇場 Presents 木ノ下歌舞伎『勧進帳』（2023年9～11月、東京芸術劇場 シアターイースト／那覇文化芸術劇場なはーと 大劇場［特設客席］／サントミューゼ 大ホール［特設客席］／岡山芸術創造劇場 ハレノワ 小劇場／山口情報芸術センター スタジオA／水戸芸術館 ACM劇場／京都芸術劇場 春秋座［特設客席］）
- PARCO PRODUCE 2024『東京輪舞（トウキョウロンド）』（2024年3〜4月、PARCO劇場、久留米シティプラザ ザ・グランドホール／森ノ宮ピロティホール／広島上野学園ホール（広島県立文化芸術ホール））
- KUNIO16『ゴドーを待ちながら』（2024年6月、KAAT神奈川芸術劇場 中スタジオ※公演中止）
- 『モンスター』（2024年11〜12月、松下IMPホール／水戸芸術館 ACM劇場／福岡市立南市民センター 文化ホール／新国立劇場 小劇場）
- COCOON PRODUCTION 2025『アンサンブルデイズ―彼らにも名前はある―』（2025年3月、Bunkamuraシアターコクーン）

### 演出
- 劇研夏祭り2006『にんぎょひめのあわわなこい〜ちっちゃないちゃうたすき♪にんきものひめ〜』※出演も（2006年8月、アトリエ劇研）
- 6人の演出家による連続上演 “キレなかった14才♥りたーんず”『14歳の国』（2009年4～5月、こまばアゴラ劇場）
- M☆3's CounterAttack-zoo-『バターなリズム♪』※出演も（2009年6月、ART COMPLEX 1928）
- 京都造形芸術大学 舞台芸術学科2回生 舞台芸術ⅡA/C 授業発表公演『ハムレット』（2012年12月、京都芸術劇場 studio21）
- 木ノ下歌舞伎『東海道四谷怪談―通し上演―』（2013年11月、あうるすぽっと）
- 京都造形芸術大学 舞台芸術学科2回生 舞台芸術ⅡA/C 授業発表公演『転校生』（2014年1月、京都芸術劇場 studio21）
- 映画『何者』※劇中劇演出（2016年10月、監督：三浦大輔）
- 木ノ下歌舞伎『東海道四谷怪談—通し上演—』2017（2017年5月、京都芸術劇場 春秋座／あうるすぽっと）
- KAAT神奈川芸術劇場プロデュース『オイディプスREXXX』（2018年12月、KAAT神奈川芸術劇場 大スタジオ）
- スーパー歌舞伎Ⅱ『新版 オグリ』※共同演出（2019年10～11月、新橋演舞場／2020年2月、博多座／2020年3月、南座※公演中止）
- KAAT神奈川芸術劇場プロデュース『オレステスとピュラデス』（2020年11～12月、KAAT神奈川芸術劇場 ホール）
- PARCO劇場 オープニング・シリーズ『藪原検校』（2021年2～3月、PARCO劇場／日本特殊陶業市民会館・ビレッジホール／石川県こまつ芸術劇場・うらら／京都芸術劇場 春秋座）
- COCOON PRODUCTION 2021『シブヤデアイマショウ』※コーナー演出　総合演出：松尾スズキ（2021年4月、Bunkamuraシアターコクーン）
- COCOON PRODUCTION 2022 / NINAGAWA MEMORIAL『パンドラの鐘』（2022年6～7月、Bunkamuraシアターコクーン／森ノ宮ピロティホール）
- 『血の婚礼』（2022年9～10月、Bunkamuraシアターコクーン／梅田芸術劇場 シアター・ドラマシティ）
- COCOON PRODUCTION 2023『シブヤデマタアイマショウ』※コーナー演出　総合演出：松尾スズキ（2023年3〜4月、Bunkamuraシアターコクーン）
- 八月納涼歌舞伎『新・水滸伝』（2023年8月、歌舞伎座）
- 九月花形歌舞伎『新・水滸伝』（2023年9月、南座）
- KAAT神奈川芸術劇場プロデュース『SHELL』（2023年11〜12月、KAAT神奈川芸術劇場 ホール、京都芸術劇場 春秋座）
- スーパー歌舞伎Ⅱ『鬼滅の刃』（2024年2・3月、新橋演舞場※公演中止）
- 東京芸術劇場 Presents 木ノ下歌舞伎『三人吉三廓初買』（2024年9～10月、東京芸術劇場 プレイハウス／まつもと市民芸術館 主ホール／三重県文化会館 中ホール／兵庫県芸術文化センター 阪急 中ホール）

### 演出・構成・美術
- ダンス・ワークショップ公演『青春60デモ』※振付も（2010年3月、アトリエ春風舎）
- KUNIO07『文化祭』（2010年9月、こまばアゴラ劇場）
- KYOTO EXPERIMENT 2010フリンジ・パフォーマンス企画“HAPPLAY♥”『文化祭 in KYOTO』（2010年10月、アトリエ劇研）
- 舞鶴ボンバーズ『MYヅル青春なう』（2012年2月、舞鶴市総合文化会館 大ホール）
- 『金の文化祭 in AICHI ～Golden Anniversary～』（2012年11月、愛知県芸術劇場 小ホール）
- TPAM in Yokohama 2013 宮永琢生ディレクション『1/2PAナイッ!?（ハンパナイッ!?）』（2013年2月、KAAT神奈川芸術劇場 ホール）
- 演じるシニア企画2013 春秋座サバイバーズ『レジェンド・オブ・LIVE』（2014年3月、京都芸術劇場 春秋座）
- 演じるシニア2018 帰ってきた、春秋座サバイバーズ『レジェンド・オブ・LIVE II』（2018年8月、京都芸術劇場 春秋座）
- TCアルププロジェクト2021『パレード、パレード』（2021年8月、まつもと市民芸術館 小ホール）
- さいたまゴールド・シアター最終公演『水の駅』 作：太田省吾（2021年11月、彩の国さいたま芸術劇場 大ホール）

### 美術
- teuto vol.1『ロワーデュ』（2002年4月、京都芸術劇場 studio21）
- 木ノ下歌舞伎『四・谷・怪・談』（2006年10月、アトリエ劇研）
- ユリイカ百貨店 8th stage『Chocolate horse』（2008年4月、アトリエ劇研）
- 木ノ下歌舞伎『娘道成寺』（2008年5月・8月、アトリエ劇研／こまばアゴラ劇場）
- 木ノ下歌舞伎『摂州合邦辻』（2008年12月、アトリエ劇研）
- M_Produce ACT4『寿歌西へ』（2009年1月、アトリエ劇研）
- 木ノ下歌舞伎『伊達娘恋緋鹿子』（2009年10月・12月、アトリエ劇研／シアターグリーン BIG TREE THEATER）
- 木ノ下歌舞伎『夏祭浪花鑑』（2011年12月、アトリエ劇研／STスポット）
- 木ノ下歌舞伎『娘道成寺』（2012年2月、横浜にぎわい座 のげシャーレ／京都芸術センター 講堂）
- 木ノ下歌舞伎『娘道成寺』チリ公演（2013年6月、ガブリエラ・ミストラル・センター）
- 『猿後家』（2013年12月、恵比寿・エコー劇場）
- 劇団うりんこ『妥協点P』（2004年2月・8月、うりんこ劇場／2004年7月、アトリエ劇研／2004年8月、岸和田市立浪切ホール 交流ホール／2004年8月、こまばアゴラ劇場／2005年4月、イムズホール／2005年5月、まつもと市民芸術館 小ホール）
- レハール 喜歌劇『メリー・ウィドウ』全幕（2015年2月、東京芸術劇場 コンサートホール／金沢歌劇座）
- 悪い芝居リインカーネーション『春よ行くな、』（2016年9～10月、京都芸術センター 講堂／テアトルBONBON）
- 木ノ下歌舞伎『娘道成寺』（2017年1月、こまばアゴラ劇場／アトリエ劇研）
- 木ノ下歌舞伎 舞踊公演『娘道成寺』（2018年6月、まつもと市民芸術館 小ホール）
- キラリふじみ×東南アジア＝舞台芸術コラボレーションvol.2『BEAUTIFUL WATER』（2018年10月、富士見市民文化会館キラリ☆ふじみ マルチホール／2020年3月、インドネシア Studio PFN）
- 木ノ下歌舞伎 舞踊公演『娘道成寺』（2019年12月、京都芸術劇場 春秋座 特設客席）

### 構成
- KYOTO EXPERIMENT 2010フリンジ・パフォーマンス企画 “HAPPLAY♥”『男肉 du Soleilの体育祭』（2010年10月、アトリエ劇研）
- 平成二十八年 八月納涼歌舞伎『東海道中膝栗毛』（2016年8月、歌舞伎座）
- シネマ歌舞伎 第27弾『東海道中膝栗毛〈やじきた〉』※監修も[8]（2017年8月）
- 平成二十九年 八月納涼歌舞伎『東海道中膝栗毛 歌舞伎座捕物帖』（2017年8月、歌舞伎座）
- シネマ歌舞伎 第31弾『東海道中膝栗毛 歌舞伎座捕物帖』※監修も[9]（2018年8月）
- 歌舞伎座百三十年 八月納涼歌舞伎『東海道中膝栗毛』再伊勢参!? YJKT〈またいくの!? こりないめんめん〉（2018年8月、歌舞伎座）
- 八月納涼歌舞伎『東海道中膝栗毛』（2019年8月、歌舞伎座）
- 図夢歌舞伎『弥次喜多』（2020年12月、Amazon Prime Video）
- 八月納涼歌舞伎『東海道中膝栗毛 弥次喜多流離譚〈やじきたリターンズ〉』（2022年8月、歌舞伎座）

### 演出助手
- 京都造形芸術大学 舞台芸術研究センター上演実験シリーズvol.22『聞こえる、あなた？―fuga#3』（2005年6月、京都芸術劇場 春秋座）
- 市川猿之助プロデュース×松尾潔音楽監督「由紀さおり45周年スペシャルコンサート in ROPPONGI」（2014年4月、EX THEATER ROPPONGI）
- スーパー歌舞伎Ⅱ『ワンピース』（2015年10月、新橋演舞場／2016年3月、大阪松竹座／2016年4月、博多座／2017年10～11月、新橋演舞場／2018年4月、大阪松竹座／2018年5月、御園座）

### 演出協力
- 三月大歌舞伎『新・三国志 関羽篇』（2022年3月、歌舞伎座）
- 二月花形歌舞伎『新・三国志 関羽篇』（2023年2月、博多座）

### 演出補
- THEATER MILANO-Zaこけら落とし公演 / COCOON PRODUCTION 2023『舞台・エヴァンゲリオン ビヨンド』（2023年5〜6月、THEATER MILANO-Za／まつもと市民芸術館 主ホール／森ノ宮ピロティホール）

### 出演
- 劇団野の上 第四回公演『東京アレルギー』（2012年11月、アトリエ・グリーンパーク／こまばアゴラ劇場）
- ままごと×象の鼻テラス Theater ZOU-NO-HANA 2015 「ゾウノハナスイッチ」（2015年12月19日・23日、象の鼻テラス）

### ディレクター／コンセプト
- こまばアゴラ劇場主催 舞台芸術フェスティバル〈冬のサミット2008〉ディレクター（2009年2～3月、こまばアゴラ劇場）
- こまばアゴラ劇場主催 舞台芸術フェスティバル〈夏のサミット2009〉ディレクター（2009年8月、こまばアゴラ劇場）
- こまばアゴラ劇場主催 舞台芸術フェスティバル〈冬のサミット2009〉ディレクター（2010年2～3月、こまばアゴラ劇場／アトリエ春風舎）
- こまばアゴラ劇場主催 舞台芸術フェスティバル〈夏のサミット2010〉ディレクター（2010年8～9月、こまばアゴラ劇場）
- KYOTO EXPERIMENT 2010フリンジ・パフォーマンス企画 “HAPPLAY♥”コンセプト（2010年10～11月、アトリエ劇研）
- KYOTO EXPERIMENT 2011フリンジ・パフォーマンス企画 “GroundP★”コンセプト（2011年10～11月、アトリエ劇研／元・立誠小学校 職員室・自彊室・講堂）
- KYOTO EXPERIMENT 2012フリンジ・パフォーマンス企画 “PLAYdom➚”コンセプト（2012年9～10月、元・立誠小学校 講堂・音楽室）

## メディア出演

### イベント
- 平成28年度 神奈川県学校演劇交流フェスティバル 第二部「学校演劇を熱く語ろう！！！」（2016年9月18日、神奈川県立青少年センター）
- シネマ歌舞伎 第27弾『東海道中膝栗毛〈やじきた〉』舞台挨拶（2017年6月3日、16日）
- 古典▶クリエイトプログラム2018「KUNIO TALK 001」（2018年2月5日、ワテラスコモン ホール）
- 「童司 改メ 三世茂山千之丞 京都府文化賞奨励賞受賞記念 特別公演&トーク」対談出演（2019年3月23日、京都府立京都学・歴彩館）
- 古典▶クリエイトプログラム2019→2020「KUNIO TALK 002」（2019年7月30日、ワテラスコモン ホール）
- 京都芸術劇場 春秋座 市川猿之助芸術監督プログラム「市川猿之助×杉原邦生トークセッション『新版 オグリ』〜歓喜への道」（2020年3月7日、京都芸術劇場 春秋座※開催中止）
- 神奈川県立青少年センター開館60周年記念／紅葉坂ホールリニューアルオープン記念／第308回 神奈川県青少年芸術劇場「What’s SAMBASO－古典芸能の可能性茂山千之丞「三番三」篇」総合演出・演出・美術・出演（2023年7月23日／神奈川県立青少年センター 紅葉坂ホール）

### テレビ
- KBS京都「京bizS」（2013年9月6日）
- テレビ神奈川「ありがとッ！」（2015年10月18日）

### ラジオ
- KBS京都「桂塩鯛のサークルタウン」（2012年9月8日）
- KBS京都「ヨーロッパ企画 永野・本多の劇的ラジオ」（2012年9月14日、2013年10月4日）
- FM AICHI「ラブリー・ストリート」（2012年10月23日）
- FM YOKOHAMA「DOCOMO presents いつもふたりで…」（2013年1月12日）
- NHK横浜「横浜サウンド☆クルーズ」（2015年8月3日、2016年11月7日）
- エフエム世田谷「劇ナビ」（2015年8月5日）
- KBS京都「森谷威夫のお世話になります！！」（2017年5月17日）
- J-WAVE「RADIO DONUTS」（2017年12月16日）
- FM COCOLO「THE MAGNIFICENT FRIDAY」（2019年10月11日、2020年4月17日）
- α-STATION「MORNING SPRITE」（2020年3月13日）
- J-WAVE+FM COCOLO「WHAT’S ART 2023」（2023年1月9日）

### ネット配信
- 歌舞伎チャンネル 今月の＋1（プラスワン）トーク「第一回八月納涼歌舞伎『東海道中膝栗毛』を語る」2018年8月21日、歌舞伎チャンネル）
- 歌舞伎チャンネル プラスワントーク「神奈川芸術劇場『オイディプスREXXX（レックス）』を語る 中村橋之助×杉原邦生」（2018年11月28日、歌舞伎チャンネル）